# 于淑珍
于淑珍（1936年—），女，河北东光人，中国女高音歌唱家、歌剧演员，曾任中国音乐家协会常务理事，第五、六届全国人大代表。